# No Kwang-chol
Chol No Kwang (Namp'o, 1956) è un generale nordcoreano, Generale d'armata dell'Armata Popolare Coreana e membro del politburo del Partito del Lavoro di Corea.

## Biografia
Nel giugno 2018, è stato promosso ministro della difesa del ministero delle forze armate popolari.